# Antonio Camacho
Antonio Camacho Vizcaíno, né le 11 février 1964 à Madrid, est un homme politique espagnol, ancien ministre de l'Intérieur en 2011.

## Biographie

### Carrière de procureur
Après avoir réussi les concours de procureur en 1991, il est affecté au tribunal supérieur de justice de la Communauté valencienne (TSJCV), où il reste deux ans. Il est ensuite muté dans la Communauté de Madrid, se voyant affecté au tribunal à juge unique de Valdemoro. 
Il passe ensuite à la section de surveillance pénitentiaire, avant de retrouver, à Getafe, un nouveau tribunal à juge unique, après quoi il intègre le secrétariat technique du tribunal supérieur de justice régional (TSJM). 
Membre de l'Union progressiste des procureurs (UPF), il en devient porte-parole en 2000, puis président trois ans plus tard.

### Parcours au ministère de l'Intérieur
Après la victoire du Parti socialiste ouvrier espagnol (PSOE) aux élections générales du 14 mars 2004, il est choisi par le nouveau ministre de l'Intérieur, José Antonio Alonso, comme secrétaire d'État à la Sécurité. Il est maintenu en fonction lorsqu'Alfredo Pérez Rubalcaba succède à Alonso, en 2006, ainsi qu'après les élections générales du 9 mars 2008.
Le 11 juillet 2011, Antonio Camacho est nommé ministre de l'Intérieur, lors du remaniement consécutif à l'investiture de Rubalcaba comme candidat à la présidence du gouvernement.

### Carrière politique
Choisi deux mois plus tard comme tête de liste socialiste aux élections générales anticipées du 20 novembre dans la circonscription de Zamora, sa désignation fait l'objet de critiques de la part de la direction provinciale du parti, relayées notamment par le président du Congrès, José Bono. Le lendemain, il remporte la consultation militante contre le député sortant, Jesús Cuadrado, conduisant le secrétaire général du PSOE provincial à la démission.
À la suite de son élection au Congrès, il est désigné deuxième vice-président de la commission des Finances et des Administrations publiques. Il devient deuxième vice-président de la commission de la Justice le 26 février 2013.
Il annonce le 6 août 2014 sa démission du Congrès en septembre suivant et son retrait de la vie politique, faisant suite aux retraits de José Antonio Alonso en 2012 et Alfredo Pérez Rubalcaba quelques mois auparavant.